# 渡邊進 (会計学者)
渡邊進（渡辺進、わたなべすすむ、1903年12月18日-1977年9月12日）は、日本の会計学者である。神戸大学名誉教授。日経・経済図書文化賞、産業教育80年記念教育功績者受賞。

## 経歴
- 1903年(明治36年) - 大阪府大阪市に生まれる。
- 1925年(大正14年) - 名古屋高等商業学校を修了する。
- 1929年(昭和5年) - 東京商科大学を卒業後、名古屋商業学校の教諭となる。
- 1933年(昭和8年) - 台北高等商業学校助教授となる。
- 1935年(昭和10年) - 同校教授へ昇進する。
- 1938年(昭和13年) - 高松高等商業学校の教授になる。
- 1943年(昭和18年) - 東洋紡績経済研究所研究員となる。
- 1950年(昭和25年) - 神戸大学経済経営研究所教授となる。また、経済安定本部会計基準審議会委員も務める。
- 1952年(昭和27年) - 神戸大学経営学部教授を併任する。
- 1953年(昭和28年) - 同大学大学院経営学科研究員も併任する。
- 1959年(昭和34年) - 「棚卸資産原価の期間的配分に関する研究」で神戸大学経営学博士となる。また同大学評議員にもなる。『棚卸資産会計』で日経・経済図書文化賞受賞。
- 1960年(昭和35年) - 同大学経済経営研究所所長になる。また、日本会計研究学会理事を務める。
- 1961年(昭和36年) - 政府税制調査会臨時委員を務める。
- 1963年(昭和38年) - 同調査会委員になる。企業会計審議会臨時委員も務める。
- 1964年(昭和39年) - 『産業教育80年記念教育功績者』として受賞。
- 1967年(昭和42年) - 同校博士を定年退官し、名誉教授となる[2]。また、名古屋学院大学教授になる。

## 著書
- 『支店会計』森山書店 1939
- 『結合原価の研究』森山書店 1940
- 『棚卸資産会計 棚卸資産に於ける原価配分』経済図書 1944 のち森山書店、同文館
- 『税務会計総論』中央経済社 1961
- 『税務資産会計論』中央経済社 1963
- 『税務会計論 第1 (総論・収益論)』中央経済社 1966
- 『税務会計論 第2 (費用論)』中央経済社 1966
- 『税務簿記』中央経済社 1968

### 共編著
- 『機械化会計』難波恒治郎,木谷秀雄共著 同文館 1956
- 『実務税務会計シリーズ』全5巻 編 国元書房 1960-61
- 『基準会計学辞典』編著 中央経済社 1962
- 『新基準会計学辞典』編著 中央経済社 1966
- 『最新基準会計学辞典』編著 中央経済社 1975

### 翻訳
- 『ヂイド・経済学の第一原理』東京宝文館 1928
- ペシック・ロオレンス『此の金恐慌』千倉書房 1932
- ハツトン『世界経済新体系論』千倉書房 1933
- AIA企業所得研究委員会編『企業所得の研究 変貌する企業所得概念』上村久雄共訳 中央経済社 1956
- アメリカ公認会計士協会会計手続委員会, 会計用語委員会編『会計研究公報・会計用語公報』上村久雄共訳 神戸大学経済経営研究所 1959